# M48 Patton
M48 Patton a fost al treilea și ultimul tanc mediu american din seria Patton [2], numit dupa generalul George S. Patton, comandantul Armatei a III-a Americană [3] în timpul celui de al Doilea Război Mondial și unul dintre primii susținători americani pentru utilizarea tancurilor în războaie. A fost o dezvoltare a tancului M47 Patton. M48 Patton a fost folosit de către armata SUA până la înlocuirea sa cu primul tanc principal de luptă, tancul M60.  M48 a fost folosit și în timpul Războiului din Vietnam. Acesta a fost utilizat pe scară largă de către aliații SUA în timpul Războiului Rece, în special de către alte țări NATO. 